# Alosa alosa
L'Alosa alosa è un pesce di acqua dolce e marina appartenente alla famiglia dei Clupeidi dell'ordine degli Clupeiformes.

## Distribuzione e habitat
Presente nell'Oceano Atlantico orientale tra la Norvegia e la Mauritania, si incontra anche nel mar Mediterraneo occidentale e nella parte ovest del mar Baltico. Nel Mediterraneo è molto rara e per l'Italia sono note solo poche segnalazioni.

In mare ha uno stile di vita pelagico in acque aperte e compie lunghe migrazioni.

## Descrizione
È assai simile alla cheppia da cui si distingue soprattutto per avere una sola macchia scura dietro l'opercolo mentre in A.fallax sono 5 o 6.

La livrea è azzurro vivo sul dorso e bianca o argentea su fianchi e ventre.

Raggiunge dimensioni maggiori rispetto alla più comune congenere, fino a 4 kg per 70 cm di lunghezza.

## Alimentazione
Si nutre di crostacei planctonici, i grandi adulti anche di piccoli pesci. Gli adulti in migrazione non si alimentano.

## Riproduzione
Essendo un migratore anadromo gli adulti in maggio-giugno risalgono i fiumi dove depongono le uova in tratti dal largo alveo con buona corrente, di solito di notte.
I giovani tornano in mare in autunno.
Ha una vita media di 5-6 anni e raggiunge la maturità sessuale a partire dal quarto anno.

## Pesca
Non ha una grande importanza per la pesca a causa delle sue carni, buone ma piene di lische. Per il pescatore sportivo rappresenta una preda di tutto rispetto per la forza che oppone alla cattura. Si pesca con la tecnica della mosca o dello spinning.

## Conservazione
Come la congenere Alosa fallax questa specie è minacciata dagli sbarramenti dei corsi d'acqua e dall'inquinamento dei siti riproduttivi.